# 村上遥奈
村上 遥奈（むらかみ はるな、英語: Haruna Murakami、2008年7月30日 - ）は、オーストラリア・パース出身のフィギュアスケート選手（女子シングル、ペア）。元パートナーは森口澄士。

## 略歴
西オーストラリア州パース生まれ。8歳の時、コーチの濱田美栄に師事するため帰国した。2022年1月、濱田コーチの勧めもあって森口とカップルを結成した。愛称は「はるすみ」。
翌2022-23年シーズンはジュニアGPシリーズに出場、ポーランド大会で3位表彰台を獲得した。
2023年4月、森口とのペアを解消、今後はシングルに集中したい意向。

## 主な戦績
- マークが付いている大会はISU公認の国際大会

### シングル
| 大会/年                  | 2019-20              | 2020-21              | 2021-22              | 2022-23              | 2023-24              | 2024-25              |                      |
| 国際大会（ジュニア）     | 国際大会（ジュニア） | 国際大会（ジュニア） | 国際大会（ジュニア） | 国際大会（ジュニア） | 国際大会（ジュニア） | 国際大会（ジュニア） | 国際大会（ジュニア） |
| ------------------------ | -------------------- | -------------------- | -------------------- | -------------------- | -------------------- | -------------------- | -------------------- |
| JGPオーストリア杯        |                      |                      |                      |                      | 2                    |                      |                      |
| JGPブダペスト杯          |                      |                      |                      |                      | 13                   |                      |                      |
| 国内大会                 |                      |                      |                      |                      |                      |                      |                      |
| 全日本選手権             |                      |                      |                      | 17                   | 19                   | 17                   |                      |
| 全日本ジュニア選手権     |                      |                      | 25                   | 8                    | 6                    | 6                    |                      |
| 全日本ノービス選手権     | 5B                   | 10A                  | 3A                   |                      |                      |                      |                      |
| A=ノービスA、B=ノービスB |                      |                      |                      |                      |                      |                      |                      |

### ペア
- 2022-2023シーズンは森口澄士とのペア

| 大会/年              | 2022-23              |
| 国際大会（ジュニア） | 国際大会（ジュニア） |
| -------------------- | -------------------- |
| 世界Jr.選手権        | 4                    |
| JGP ファイナル       | 4                    |
| JGP チェコ           | 4                    |
| JGP ポーランドⅠ      | 3                    |
| 国内大会             |                      |
| 全日本選手権         | 1                    |
| 全日本ジュニア選手権 | 1                    |

## 脚註
1. ↑  “12歳村上遙奈が３位　３連続ジャンプなど着氷「島田麻央ちゃんが目標」”. 日刊スポーツ.   日刊スポーツ新聞社 (2021年5月4日). 2022年10月10日閲覧。
2. ↑  “「りくりゅう」に続け！　同志社大学・森口澄士、いつかペアボーイとして世界へ”. 4years.   朝日新聞社 (2021年6月6日). 2022年10月10日閲覧。
3. ↑  “【フィギュア】ペア“はるすみ”解散「再結成はおそらくない」アイスダンス“きだもり”も”. nikkansports.com.   Nikkan Sports News. (2023年4月6日). 2023年5月19日閲覧。